# Lac Bovie
Pour les articles homonymes, voir Bovie.
Le lac Bovie est un lac au Canada. Il est situé dans la province des Territoires du Nord-Ouest, dans la partie centrale du pays, à 3 500 km à l'ouest de la capitale Ottawa. Le lac Bovie se trouve à 305 mètres au-dessus du niveau de la mer. La superficie est de 10,6 kilomètres carrés. Il s'étend sur 4,3 kilomètres dans la direction nord-sud et sur 5,3 kilomètres dans la direction est-ouest.
Dans les environs autour du lac Bovie pousse principalement la forêt de conifères. La zone autour du lac Bovie est presque inhabitée, avec moins de deux habitants par kilomètre carré. La zone fait partie du climat subarctique. La température moyenne annuelle dans l'entonnoir est de -3 °C. Le mois le plus chaud est juillet, quand la température moyenne est de 16 °C, et le plus froid est de janvier, de -21 °C.